# جف بنیت
جف بنیت (انگلیسی: Jeff Bennett؛ زاده ۲ اکتبر ۱۹۶۲) یک هنرپیشه، صدا پیشه، و خواننده اهل ایالات متحده آمریکا است. وی از سال ۱۹۸۸ میلادی تاکنون مشغول فعالیت بوده‌است.
از فیلم‌ها یا برنامه‌های تلویزیونی که وی در آن نقش داشته‌است می‌توان به یه فیلم خیلی مسخره، لونی تونز اشاره کرد.